# Hilfe! Ich bin ein Fisch
Hilfe! Ich bin ein Fisch (dänisch: Hjælp, jeg er en fisk) ist ein irisch-deutsch-dänischer Zeichentrickfilm für Kinder aus dem Jahr 2000. Der Film wurde produziert von dem Studio A. Film, Regie führten Stefan Fjeldmark und Michael Hegner.
Der Film wurde unter anderem in Französisch, Spanisch (als spanische und als lateinamerikanische Version), Katalanisch, Deutsch, Niederländisch, Schwedisch, Finnisch, Polnisch, Italienisch, Portugiesisch (als brasilianische und portugiesische Version) und Norwegisch übersetzt und auf Cartoon Network ausgestrahlt sowie in Großbritannien veröffentlicht.

## Handlung
Da ihre Eltern gemeinsam ausgehen, kommen Tante Anna und ihr Sohn Chuck vorbei. Fly und seine kleine Schwester Stella müssen sich mit ihrem nervigen Cousin Chuck beschäftigen. Als ihre Aufpasserin jedoch einschläft, sehen die Kinder ihre Chance gekommen, heimlich und trotz des Verbots ihrer Eltern zum Angeln ans Meer zu gehen. Dort werden sie jedoch von der plötzlichen Flut überrascht.
Rein zufällig entdecken die drei Kinder dabei jedoch einen Geheimgang, der sie in das Haus des etwas verrückten Meeresbiologen McKrill führt. Dieser hat einen Verfischungstrank erfunden, der es der Menschheit ermöglichen soll, trotz der schmelzenden Polkappen weiterhin auf der Erde leben zu können. In einem unbeobachteten Moment jedoch nimmt allerdings die kleine Stella einen Schluck davon und verwandelt sich prompt in einen Seestern. Fly, der seine Schwester in ihrer Fischgestalt nicht erkennt, wirft sie kurzerhand aus dem Fenster.
Um Stella zu retten, beschließen er, Chuck und McKrill, hinaus aufs Meer zu fahren und das Mädchen zu suchen. Bald aber zieht ein Sturm auf, sodass das Schiff zu sinken droht. Da sie immer noch keine Spur von Stella haben, nimmt Fly ebenfalls etwas von dem Fischtrank zu sich, um unter Wasser nach seiner Schwester zu suchen. Chuck, der nicht schwimmen kann, sieht sich gezwungen, es ihm gleichzutun. Beide Jungen springen ins Meer.
McKrill, der einen Entfischungtrank erfunden hat, um die Verwandlung von Mensch zu Fisch wieder rückgängig zu machen, schreit ihnen zuletzt noch hinterher, dass sie das Gegenmittel binnen der nächsten 48 Stunden zu sich nehmen müssen. Ansonsten sind sie gezwungen, für den Rest ihres Lebens Meereslebewesen zu bleiben. Als kurz darauf das Schiff samt Professor untergeht, gerät auch der Anti-Fisch-Trank ins Meer, dessen Korken sich öffnet und langsam etwas von seinem Inhalt ins umliegende Wasser verströmt. Im Meer muss Fly feststellen, dass er sich in einen Fliegenden Fisch, sein Cousin Chuck dagegen in eine Ohrenqualle verwandelt hat. Auch stoßen sie nach kurzer Zeit auf die verschwundene Stella, die bald schon Freundschaft mit dem zutraulichen Seepferdchen Sasha schließt.
Der Anti-Fisch-Trank aber fällt dem Pilotfisch Joe und seinem etwas dümmlichen, dafür jedoch sehr gefräßigen Zitronenhai in die Flossen. Ebenso, wie der Fischtrank Fly, Stella und Chuck in Fische verwandeln konnte, so verhält sich der Anti-Fisch-Trank umgekehrt bei den Meeresbewohnern: er verleiht ihnen Intelligenz und unter anderem auch die Fähigkeit, zu sprechen. Mit jedem Schluck der grünlichen Flüssigkeit wächst Gehirn und Wissen des Trinkers an – allerdings macht es ihn auch immer menschlicher. Joe erkennt diese Chance und beginnt, gemeinsam mit seinem Hai und einer militaristischen Königskrabbe machthungrig ein eigenes Regime aufzubauen. Sein Ziel ist es, eine Armee aus intelligenten Fischen zu erschaffen, die sich mit ihm gemeinsam an die Spitze der Evolution kämpfen sollen.
Um an das Gegenmittel zu kommen und wieder zu Menschen zu werden, versucht Fly, Joe den Trank, während einer Ansprache an das Fischvolk, zu stehlen. Chuck jedoch warnt seinen Cousin lautstark davor, etwas von dem Anti-Verwandlungs-Trank so weit unter dem Meeresspiegel zu sich zu nehmen. Er fürchtet, Fly könne ertrinken. Joe, hellhörig von dieser Aussage, lässt die drei gefangen nehmen. Unter Androhung, sie ansonsten von seinem Hai verspeisen zu lassen, will er Fly, Stella und Chuck dazu zwingen, ihm mehr von dem Anti-Fisch-Trank herzustellen.
Glücklicherweise verhilft Sasha den dreien zur Flucht. Da ihnen jetzt jedoch nur noch ein Tag bleibt, um sich wieder zurückzuverwandeln, versuchen die drei tatsächlich, ihren eigenen Trank herzustellen. Als ihnen dieser gelingt, werden sie jedoch von Joe und seinen Schergen überrascht. Während Joe und sein Hai miteinander in einen heftigen Streit geraten, versuchen Fly, seine Schwester und Chuck zu fliehen, werden jedoch von der Krabbe geschnappt. Diese verletzt Fly schwer, trinkt selbst den Anti-Fisch-Trank und mutiert zu einer Art, Viel davon hat sie jedoch nicht, da der verärgerte Hai die Krabbe kurzerhand frisst. Er selbst gerät kurze Zeit später mit dem Kopf in eine große Wasserpumpe und verendet ebenfalls. Joe hingegen hastet dem fliehenden Trio nach.
Ein Tornado, erzeugt von McKrill, der unterdessen die besorgten Eltern der Kinder getroffen und ihnen von ihrer Verwandlung in Fische erzählt hat, verschafft Fly, Stella und Chuck ein wenig Ruhe vor Joe. Fly ist jedoch so schwer verletzt, dass Chuck ihn und seine Schwester durch das stürmische Wasser tragen muss. Joe aber ist den dreien direkt auf den Fersen und schafft es schließlich, ihnen erneut den Anti-Fisch-Trank abzuluchsen. Während Chuck sich mit den freigekommenen Piranhas von McKrill einen heftigen Kampf liefert und den drei Kindern nicht mehr länger als zwölf Minuten bis zum Sonnenuntergang und damit zum Ende ihrer Frist bleiben, kommt es zwischen Fly und Joe zum finalen Showdown. Gefangen in einem Abwasserrohr beginnt Fly, Joe in eine Art Ratespiel zu verwickeln. Dieser, besessen von der Macht des Tranks und dessen Wirkung auf seine Intelligenz, trinkt mit jeder Frage einen weiteren Schluck aus der Flasche. Dabei merkt er gar nicht, wie sich sein Körper immer stärker in den eines Menschen zu transformieren beginnt. Seine Flossen verschwinden, er bekommt Haut und seine Kiemen bilden sich zurück.
Als Fly ihm schließlich die letzte Frage stellt („Und kann ein Mensch unter Wasser atmen?“), nimmt Joe einen letzten Schluck aus der Flasche, verneint Flys Frage und schließt damit die volle Verwandlung in einen Menschen ab. Da er aber keine Kiemen mehr hat, ertrinkt er.
Schließlich gelingt es den Kindern, doch noch rechtzeitig etwas von dem Gegentrank einzunehmen. Fly, Stella und Chuck verwandeln sich zurück und sind endlich wieder mit ihren Eltern vereint. Nur Stella kann sich nicht freuen, da sie Sasha nicht mehr besuchen kann. Um sie wieder glücklich zu machen, verwandeln Chuck und McKrill das Seepferdchen in ein richtiges Pferd, sodass die beiden Freunde fortan nicht mehr getrennt sein müssen. Der Film endet damit, dass alle am Strand versammelt sind und den gemeinsamen Tag genießen.

## Synchronisation
| Rolle              | deutscher Sprecher |
| ------------------ | ------------------ |
| Fly                | Roman Wolko        |
| Stella             | Chiara Reuße       |
| Chuck              | Clemens Ostermann  |
| Professor MacKrill | Dieter Landuris    |
| Joe                | Thomas Fritsch     |
| Haifisch/Vergaser  | Rainer Basedow     |
| Krabbe             | Gudo Hoegel        |
| Sasha              | Louise Fribo       |
| Butt               | Thomas Albus       |
| Aal                | Monika John        |
| Garnele            | Horst Sachtleben   |
| Tante Anna         | Regina Lemnitz     |
| Vater Bill         | Walter von Hauff   |
| Mutter Lisa        | Carin C. Tietze    |
| Fischbusfahrer     | Hartmut Neugebauer |

## Rezeption
Das Lexikon des internationalen Films schreibt über den Film:

„Aufwändig gestalteter Zeichentrickfilm voller überbordender origineller Ideen, der geschickt die Balance zwischen Spannung und Entspannung hält. Dabei verdichtet er sich zu einer sinnfälligen Parabel über Macht und Machtmissbrauch.“

Im Jahr 2000 gewann Hilfe! Ich bin ein Fisch beim Chicago International Children’s Film Festival den Children’s Jury Award.
Die Deutsche Film- und Medienbewertung FBW in Wiesbaden verlieh dem Film das Prädikat wertvoll.